# Hôtel Majestic (Barcelone)

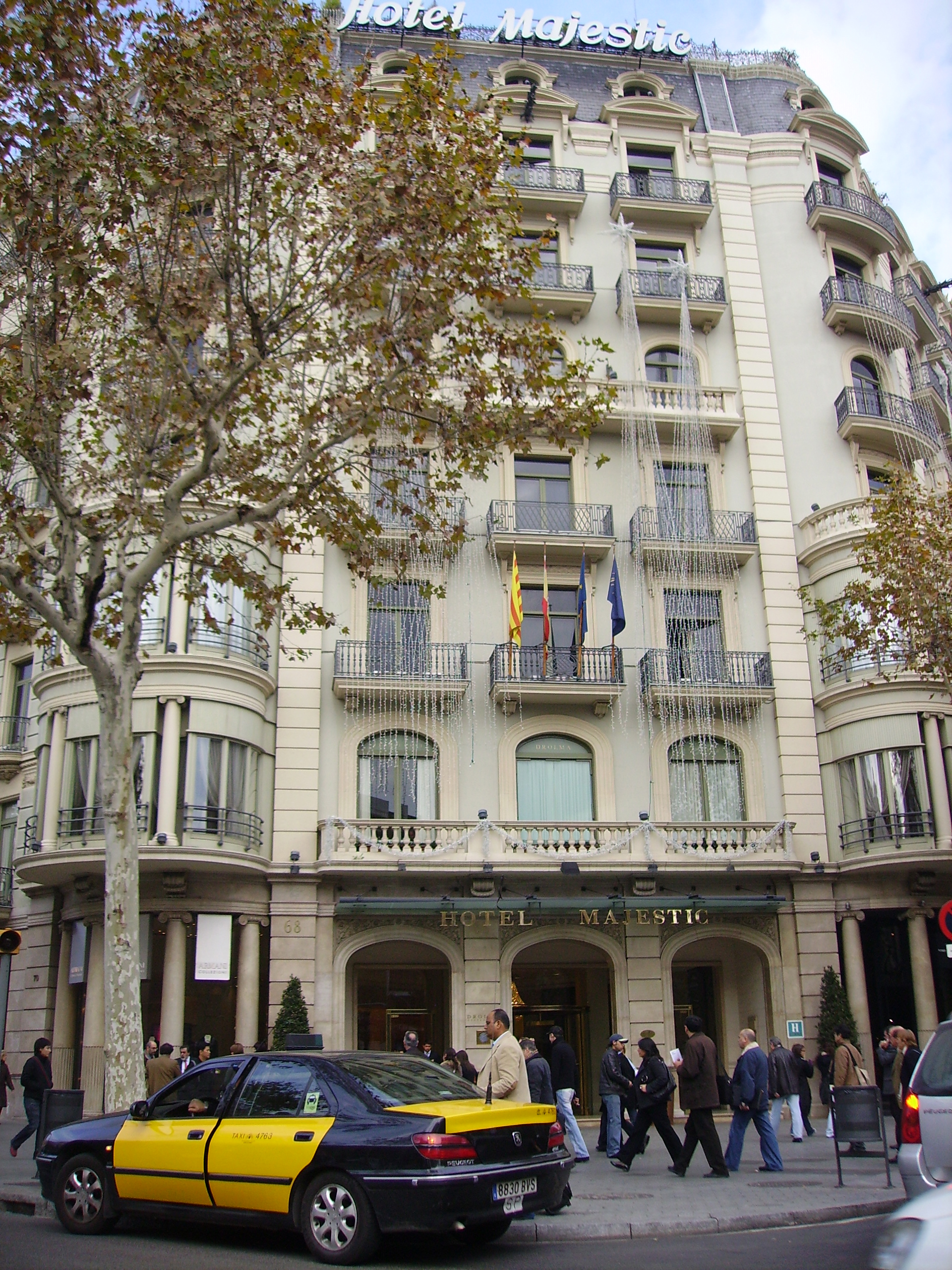
L'hôtel Majestic.

 (juin 2015).
Si vous disposez d'ouvrages ou d'articles de référence ou si vous connaissez des sites web de qualité traitant du thème abordé ici, merci de compléter l'article en donnant les références utiles à sa vérifiabilité et en les liant à la section « Notes et références ».
Pour les articles homonymes, voir Hôtel Majestic.
L'Hôtel Majestic est un établissement historique du centre-ville de Barcelone, en Catalogne (Espagne). Il se trouve sur le Passeig de Gràcia, l'une des artères les plus fréquentées de la ville, stratégiquement placé entre les deux maisons de Gaudí, la Casa Milà (La Pedrera) et la Casa Batlló.
L'hôtel appartient à la famille Soldevila-Casals également propriétaire des autres hôtels de la chaîne Majestic Hotel Group, l'hôtel Inglaterra, l'hôtel Denit, l'hôtel Murmuri ainsi que l'hôtel Montalembert à Paris.

## Histoire
Lors de sa création en 1918, l'hôtel s'appelait l'hôtel Majestic Inglaterra. À la suite de la guerre civile espagnole, celui se nomma définitivement Hotel Majestic. Depuis, plusieurs rénovations ont été effectuées, la dernière en 2013. Le Majestic est l'hôtel proposant la plus grande collection d'art de la ville, avec plus de 1000 pièces[réf. nécessaire]. Il est quelquefois surnommé "L'Hôtel de l'Art".
Depuis 2014, l'hôtel compte dans ses rangs Nandu Jubany, chef étoilé Michelin.
L'Hôtel Majestic est le premier établissement européen à avoir obtenu la reconnaissance Spa Excellence décernée par l'organisation nord-américaine SpaQuality SLL[réf. nécessaire].

## Clientèle
- La reine Marie-Christine
- Antonio Machado
- León Felipe
- García Lorca
- Joan Miró
- Charles Trenet
- Renata Tebaldi
- Joséphine Baker
- Zucchero
- Nicolas Sarkozy
- Carla Bruni
- Valéry Giscard d'Estaing
- Jean Paul Belmondo
- Michael Moore
- Patrick Louis Vuitton
- Maya Swarovski
- Viggo Mortensen
- Keith Jarrett
- Ana Belen
- Vargas Llosa
- Le Dalai Lama
- Philippe Junot
- Catherine Deneuve
- Leslie Nielsen
- Barbra Streisand
- Joan Sutherland
- Joueurs du FC Barcelona
- Barbara Hendricks
- Carlos Baute
- Lana Del Rey
- Luz Casal
- Javier Bardem